# Trần Danh Trung
Trần Danh Trung (sinh ngày 3 tháng 10 năm 2000) là một cầu thủ bóng đá chuyên nghiệp người Việt Nam hiện đang thi đấu ở vị trí tiền đạo cho Viettel.

## Sự nghiệp
Trần Danh Trung bắt đầu sự nghiệp bóng đá vào năm 11 tuổi tại Trung tâm đào tạo bóng đá Viettel. Tại giải Vô địch U-19 Quốc gia 2017, Danh Trung là vua phá lưới với 6 bàn thắng, cùng với U-19 Viettel đạt được vị trí đồng hạng ba. Năm 2019, Danh Trung gia nhập câu lạc bộ Huế theo dạng cho mượn và ghi được 8 bàn sau 11 lần ra sân.
Tại giải vô địch U-22 Đông Nam Á 2019, Danh Trung thi đấu đầy ấn tượng khi có được danh hiệu vua phá lưới với 3 bàn thắng, giành huy chương đồng cùng U-22 Việt Nam. Danh Trung lần đầu được triệu tập lên  U-23 Việt Nam vào năm 2019, tham dự vòng loại U-23 châu Á 2020.
Năm 2021, Trần Danh Trung có kế hoạch sang câu lạc bộ FC Ryukyu của J2 League thi đấu nhưng do đại dịch COVID-19 nên anh đã trở lại Viettel.

## Thống kê sự nghiệp
Tính đến 26 tháng 2 năm 2019

### Bàn thắng quốc tế

#### U-22 Việt Nam
| #  | Ngày                | Địa điểm                                    | Đối thủ     | Bàn thắng | Kết quả | Giải đấu                                  |
| -- | ------------------- | ------------------------------------------- | ----------- | --------- | ------- | ----------------------------------------- |
| 1. | 12 tháng 2 năm 2019 | Sân vận động Olympic, Phnôm Pênh, Campuchia | Philippines | 1–0       | 2–0     | Giải vô địch bóng đá U-22 Đông Nam Á 2019 |
| 2. | 19 tháng 2 năm 2019 | Sân vận động Olympic, Phnôm Pênh, Campuchia | Đông Timor  | 1–0       | 4–0     | Giải vô địch bóng đá U-22 Đông Nam Á 2019 |
| 3. | 19 tháng 2 năm 2019 | Sân vận động Olympic, Phnôm Pênh, Campuchia | Đông Timor  | 2–0       | 4–0     | Giải vô địch bóng đá U-22 Đông Nam Á 2019 |

## Danh hiệu

### Câu lạc bộ
Viettel
- V.League 1: 2020
- Á quân Cúp quốc gia: 2020
- Á quân Siêu cúp quốc gia: 2020